# Ronny & Julia i rampljuset
Ronny & Julia i rampljuset är ett svenskt datorspel från 2000 utgivet av Young Genius. Spelet är en uppföljare på spelet Ronny & Julia från samma år.

## Upplägg och innehåll
I spelet ska spelaren lösa olika pussel för att få olika instrument eller rekvisita att använda i showen i slutet av spelet.

## Mottagande
Spelet fick ett ljummet mottagande av kritiker som menade att spelet förvisso var roligt men gjort.
Göteborgs-Postens recensent Karin Torgny gav spelet 3 av 5 i betyg och beskrev det som snyggare än föregångaren men väl kort och beskrev spelet som "ganska roligt för de mindre" och "knappt godkänt". Aftonbladets recensent Therese Granlund gav spelet 2 av 5 i betyg och beskrev spelet som kul men uttömt. Sydsvenskans recensent Eskil Quiding beskrev spelet som enkelt, genomarbetat men ooriginellt.